# St. Helena (Kalifornia)
St. Helena város az USA Kalifornia államában, Napa megyében. Lakosainak száma 5430 fő (2020. április 1.).

## Népesség
A település népességének változása:

| 2010 | 5 814 |
| 2020 | 5 430 |